# Communauté de communes de Soulaines
Die Communauté de communes de Soulaines war ein französischer Gemeindeverband mit der Rechtsform einer Communauté de communes im Département Aube in der Region Grand Est. Sie wurde am 24. Dezember 1993 gegründet und umfasste 21 Gemeinden. Der Verwaltungssitz befand sich im Ort Soulaines-Dhuys.

## Historische Entwicklung
Am 1. Januar 2017 wurde der Gemeindeverband mit der Communauté de communes des Rivières zur neuen Communauté de communes de Vendeuvre-Soulaines zusammengeschlossen.

## Ehemalige Mitgliedsgemeinden
1. La Chaise
2. Chaumesnil
3. Colombé-la-Fosse
4. Crespy-le-Neuf
5. Éclance
6. Épothémont
7. Fresnay
8. Fuligny
9. Juzanvigny
10. Lévigny
11. Maisons-lès-Soulaines
12. Morvilliers
13. Petit-Mesnil
14. La Rothière
15. Saulcy
16. Soulaines-Dhuys
17. Thil
18. Thors
19. Vernonvilliers
20. La Ville-aux-Bois
21. Ville-sur-Terre